# Robson Conceição
Robson Donato Conceição (ur. 25 października 1988 w Salvadorze) – brazylijski bokser, srebrny medalista igrzysk panamerykańskich, medalista igrzysk olimpijskich (złoto w 2016).
W roku 2008 zakwalifikował się do Igrzysk Olimpijskich w Pekinie. Przegrał pierwszą walkę z Chińczykiem Li Yangiem
W 2011 reprezentował Brazylię na Mistrzostwach Świata w Baku. W wadze lekkiej pokonał Polaka Michała Chudeckiego i Anglika Martina Warda a następnie przegrał z późniejszym mistrzem Wasylem Łomaczenko zdobywając nominację olimpijską. Dwa tygodnie później wystąpił  na Igrzyskach Panamerykańskich w Gudalajarze zdobywając srebrny medal. Pokonał kolejno Ariasa Romero (Dominikana), Toka Kahn-Clary'ego (USA) i w półfinale Ángela Suáreza z Portoryko. W finale przegrał z Kubańczykiem Yasnierem Toledo.
W 2012 na Igrzyskach Olimpijskich w Londynie przegrał w pierwszym pojedynku z Brytyjczykiem Joshem Taylorem. 4 lata później zdobył złoty medal, pokonując francuskiego boksera Sofiana Oumihę.